# Castle Hill (Nouvelle-Galles du Sud)
Pour les articles homonymes, voir Castle Hill.

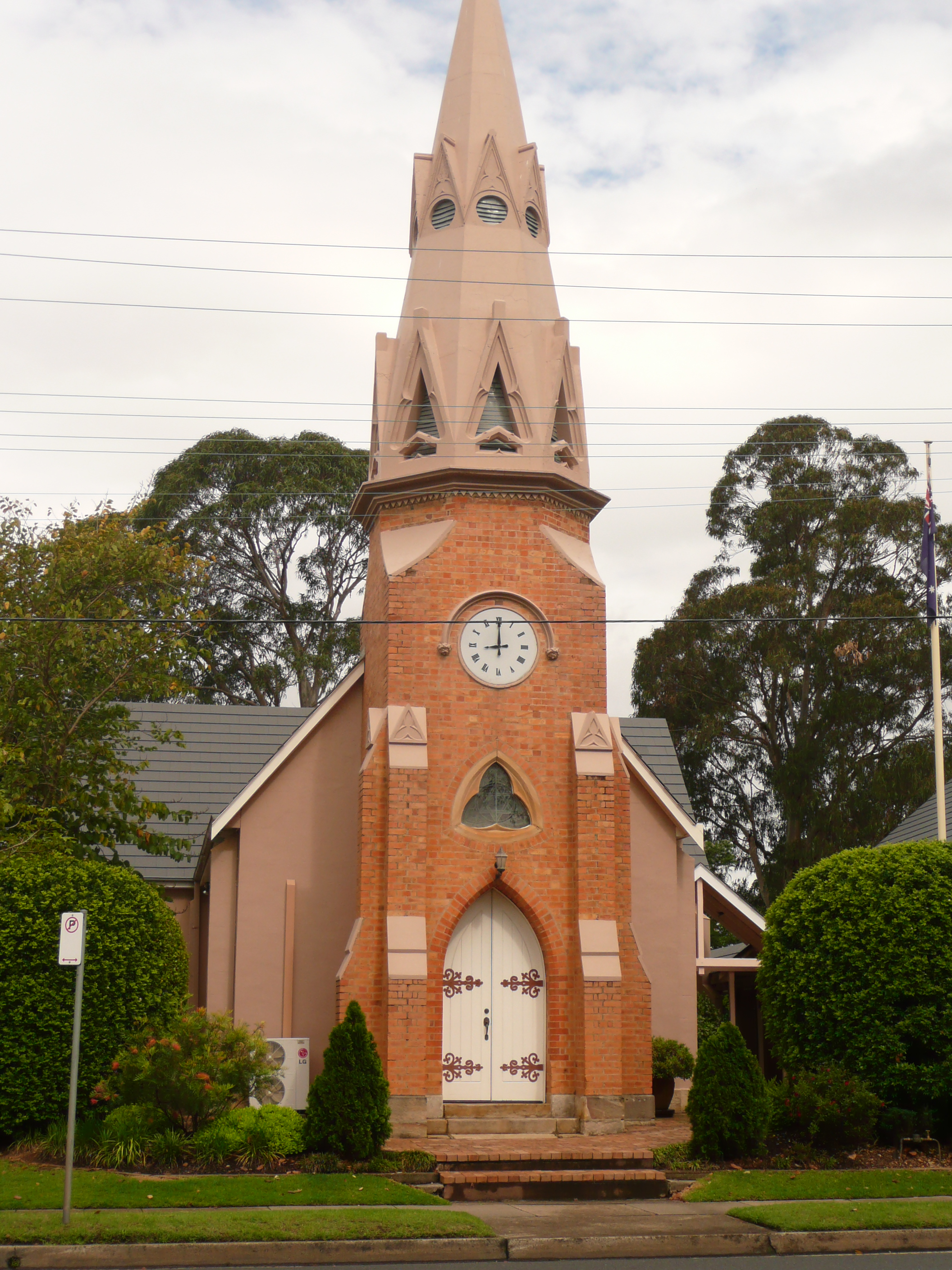
Ancienne église Saint-Paul.

Castle Hill est une ville-banlieue australienne de l'agglomération de Sydney, située dans les zones d'administration locale des Hills, dont elle est le chef-lieu, et de Hornsby en Nouvelle-Galles du Sud.

## Géographie
Ancien village de la ceinture verte de Sydney, aujourd'hui ville incorporée à sa banlieue, Castle Hill est située à 30 km au nord-ouest du quartier central de Sydney. 

### Transports
Castle Hill est desservie par les stations Castle Hill et Hills Showground du métro de Sydney.

## Histoire
L'expédition d'Arthur Phillip est la première à atteindre les lieux en avril 1791 à partir de Parramatta. Le gouverneur King est le premier en 1801 à y institutionnaliser un cadastre de colonisation, le 8 juillet 1801. Il en fait mention le 1er mars 1802 en nommant l'endroit « Castle Hill ». La plupart des colons sont des déportés irlandais, condamnés en fait pour actes de rébellion anti-anglais et déportés à vie en Australie. Le premier colon libre est un émigré français, le baron Vérincourt de Clambe, qui reçoit 200 acres (81 hectares) en 1802. Le nom signifiant « Colline du château » aurait été donné en raison du statut de noble du baron. Plusieurs milliers d'anciens forçats se rebellent les 4 et 5 mars 1804 contre les forces coloniales australiennes. Neuf d'entre eux sont exécutés.
Le premier bureau de poste y ouvre le 1er janvier 1869.

## Démographie
La population s'élevait à 37 915 habitants en 2011 et à 39 594 habitants en 2016.

## Culture et patrimoine
- Third Government Farm est un jardin remarquable, classé au patrimoine de Nouvelle-Galles du Sud en 2000[4].
- L'ancienne église anglicane Saint-Paul, datant du XIXe siècle, est classée au patrimoine de Nouvelle-Galles du Sud depuis 1999[5].

## Personnalités
- Patrick White (1912-1990) prix Nobel de littérature a demeuré à Castle Hill, dans sa ferme, pendant dix-huit ans après la Seconde Guerre mondiale.